# Севян, Самуэль
Самуэль Севян или Самвел Арменович Севян (англ. Samuel Sevian— Сэ́мюэл, арм. Սամվել Արմենի Սևյան; род. 26 декабря 2000, Корнинг, штат Нью-Йорк, США) — американский шахматист армянского происхождения, гроссмейстер (2014). Самуэль выполнил норму гроссмейстера в возрасте 13 лет, 10 месяцев и 27 дней, превзойдя рекорд Роберта Фишера. Самый молодой гроссмейстер в истории США и один из самых молодых в мировой истории. Также самый молодой международный мастер в истории США.
Севян родился в городе Корнинг, в штате Нью-Йорк. Сейчас проживает в Южном Бридже в Массачусетсе. Его родители — Армен (специалист по лазерной физике) и Армине Севяны — эмигрировали в США из Армении до рождения сына.
Севян начал играть в шахматы, когда ему было 5 лет. В ноябре 2012 года он стал чемпионом мира в возрастной группе до двенадцати лет. В мае 2013 года Севян был приглашён играть в чемпионате США в городе Сент-Луисе, став самым молодым участником этих соревнований в истории.
Самуэль стал международным мастером в ноябре 2013 года, когда ему было 12 лет. Тогда его рейтинг превысил 2400. В 2014 году возглавлял рейтинг сильнейших шахматистов в возрастной группе до 14 лет по версии ФИДЕ с рейтингом 2511 (на декабрь).
По состоянию на январь 2015 года Севян занимал третье место в мировом рейтинге в возрастной группе до 16 лет и первое на всём американском континенте.
В 2015 году принял участие в чемпионате США, где занял пятое место, таким образом обеспечив себе право на принятие участия в Кубке мира по шахматам 2015 года. Также принял участие в Кубке мира 2017 года, в Кубке мира 2019 года и в Кубке мира 2021 года. 
Его первым тренером был мастер международного класса Андраник Матикозян.

## Изменения рейтинга
| Графики недоступны из-за технических проблем. См. информацию на Фабрикаторе и на mediawiki.org. |